# Cartea Milionarului
Cartea Milionarului este o serie de romane de Ștefan Bănulescu, proiectată în patru părți: Cartea de la Metopolis, Cartea Dicomesiei, Sfârșit la Metopolis și Epilog în orașul Mavrocordat. Prima parte, romanul Cartea de la Metopolis a apărut în 1977 la Editura Eminescu și este singurul roman terminat al seriei. Între 1988 - 1989, în revista Viața românească au apărut fragmente din romanul Cartea Dicomesiei (volumul al II-lea din ciclul Cartea Milionarului).  Seria Cartea Milionarului a fost proiectată ca o frescă a României cu miturile ei locale, reale și imaginare. 

## Prezentare
în Cartea Milionarului nu se întâmplă mare lucru în prezent, iar afacerile se fac pe ascuns deoarece nu sunt tocmai curate. Trecutul personajelor este însă fabulos, la fel și întâmplările pe care vor să le povestească. Colecționarul tuturor acestor povești este Milionarul care se întâlnește cu aproape toată lumea din oraș (Metopolis, Dicomesia, Mavrocordat).

### Cartea de la Metopolis
Cartea de la Metopolis prezintă povestiri din câmpia dunăreană dintre Călărași și Brăila, locuri pe care autorul le cunoștea foarte bine.

### Cartea Dicomesiei
Cartea Dicomesiei ar fi fost al doilea roman al seriei. Au apărut doar câteva fragmente în revista Viața românească.

## Analiză literară
Cartea Milionarului prezintă apropieri de viziunea lui Edgar Allan Poe pe linia fantasticului.
Între volumele Cântece de câmpie, Iarna bărbaților și Cartea Milionarului există numeroase punți, între ele circulă numeroase simboluri, motive, figuri umane, în versiuni sporite și nuanțate care se dezvoltă de la o scriere la alta și-și ramifică și-și adâncesc semnificațiile. Rezultă astfel o lume unicat ale cărei structuri se îmbină.

## Primire
Cartea Milionarului - Cartea de la Metopolis a primit Premiul pentru roman al Uniunii Scriitorilor din România.

## Istoria publicării
1977: Apare, la Editura Eminescu, romanul Cartea de la Metopolis, întâiul volum din ciclul Cartea Milionarului, proiectată în patru părți (Premiul pentru roman al Uniunii Scriitorilor).
1988 - 1989: Începe publicarea, în revista Viața românească, a primelor fragmente din romanul Cartea Dicomesiei (volumul al II-lea din ciclul Cartea Milionarului)
1996: Editura Albatros, în colaborare cu Editura Universal-Dalsi, tipărește romanul Cartea de la Metopolis (ediția a III-a, definitivă), cu un scurt Cuvânt al autorului și cu tabel cronologic cuprinzând date selective bio-bibliografice.

## Traduceri
1980: În revista germană „Literatur im Technischen Zeitalter”, din Berlinul de Vest, sunt publicate capitole ample din romanul Cartea de la Metopolis.

## Legături externe
- Cristian Teodorescu - Despre Cartea Milionarului, catavencii.ro
- Cartea Milionarului, goodreads.com

## Vezi și
- Proza fantastică românească